# Mihhail Bleive
Svatý Mihhail Bleive (29. října 1873 Olustvere – 14. ledna 1919 Tartu) byl estonský duchovní Ruské pravoslavné církve, protojerej a mučedník.

## Život
Narodil se 29. října 1873 v Olustvere jako syn Ivana Bleive a Akviliny roz. Leat.
Studoval na Rižském duchovním učilišti a poté na Rižském duchovním semináři. Stal se pěvcem a psalomščikem v chrámu svatého Jana v Rize. Od roku 1896 byl psalomščikem ženského společenství Svaté Trojice. Roku 1899 se oženil s dcerou kněze Ljubou Lugovskou.
Dne 1. ledna 1900 jej biskup rižský a mitavský Alexandr (Preobraženskij) rukopoložil na jereje. Stal se knězem farnosti v Laanemetse. Je známo že učil ve škole a pomáhal chudým.
Dne 20. února 1908 byl knězem Niggenského chrámu a 7. prosince 1910 se stal blagočinným 1. Jurjevského okruhu. Se začátkem první světové války pořádal večerní bohoslužby za ty, kteří odešli na frontu a navštěvoval matky a manželky těchto mužů.
Od 22. července 1915 do 6. října 1916 sloužil v Rõngu a poté byl jmenován třetím duchovním chrámu Zesnutí přesvaté Bohorodice v Jurjevu (Tartu). Později se stal druhým duchovním tohoto chrámu.
Dne 20. června 1918 jej biskup Platon (Kulbusch) jmenoval představeným chrámu Zesnutí přesvaté Bohorodice a zároveň ho povýšil na protojereje.
V prosinci 1918 bylo město Tartu obsazeno bolševiky. Dne 5. ledna 1919 byl zatčen za porušení zákazu vykonávání kněžské služby. V noci z 14. na 15. ledna 1919 byl spolu s biskupem Platonem a protojerejem Nikolajem Stefanovičem Bežanickým zastřelen. Pohřben byl v chrámu Zesnutí přesvaté Bohorodice v Tartu.

## Kanonizace
Dne 20. srpna 2000 ho Ruská pravoslavná církev svatořečila jako mučedníka a byl zařazen mezi Sbor všech novomučedníků a vyznavačů ruských.
Jeho svátek je připomínán 14. ledna (1. ledna – juliánský kalendář).